# 진천 장씨
진천 장씨(鎭川 張氏)는 충청북도 진천군을 본관으로 하는 한국의 성씨이다. 시조 장유(張裕)는 안동 장씨의 시조 장정필 후손이며, 고려에서 문하시중을 지내며 공을 세워 예산군에 봉해진 후 진천군에 봉해졌다. 이후 진천으로 낙향해 생을 보냈다.

## 참고 자료
- “진천장씨(鎭川張氏)”. 뿌리를 찾아서.[깨진 링크(과거 내용 찾기)]